# Црква Светог Трифуна у Кличевцу
Црква Светог Трифуна у Кличевцу, месту на територији Града Пожаревца, подигнута је 1902. године на месту старијег храма из 1830. године. Припада Епархији браничевској Српске православне цркве и представља непокретно културно добро као споменик културе.

## Архитектура цркве
Црква у Кличевцу је саграђена у духу традиције моравске архитектуре као једнокуполна грађевина основе у облику триконхоса, сажете варијанте уписаног крста са припратом. Купола са осмостраним тамбуром почива на кубичном постољу. Просторно црква је подељена на олтар, наос са певницама и припрату са хором. Четвороугаони звоник у виду сат куле се уздиже изнад припрате. Фасаде су рашчлањене плитким пиластрима који повезују фриз слепих аркадица испод кровног венца. Приликом бојења фасада коришћени су топли тонови беж и беле боје, са детаљима изведеним теракотом. Западни улаз у храм је развијеног типа, са два масивна стуба који носе забатни кров са крстом на врху. Изнад портала је велика бифора у чијој лунети је медаљон са уписаном годином изградње храма.
У цркви се првобитно налазила ниска олтарска преграда са престоним иконама Арсенија Јакшића из 1820. године, вероватно пренетим из старије цркве. Сачувано је тринаест икона рађених темпером на дасци које се и данас чувају у храму. Садашњи иконостас припада типу високих олтарских преграда са двадесет и седам икона распоређених у три зоне. Иконе су рад непознатог аутора, без већих уметничких вредности, а на појединим постоје приложнички записи. У цркви се чува и већи број старих и вредних богослужбених књига и предмета.
У непосредној близини порте 1923. године подигнут је споменик чувеном Карађорђевом војводи из Кличевца Миленку Стојковићу.